# Clyde Abraham
Clyde Rush Abraham (* 17. Juli 1883 in Farmington, Pennsylvania; † 25. März 1955 in Washington, D.C.) war ein US-amerikanischer Brigadegeneral der US Army.

## Leben
Abraham begann nach dem Schulbesuch seine Offiziersausbildung an der US Military Academy in West Point, die er 1906 abschloss. Nach verschiedenen Verwendungen als Infanterieoffizier nahm er als Offizier der 81st Infantry Division am Ersten Weltkrieg in Frankreich teil. Er fand nach Kriegsende wieder verschiedene Verwendungen als Infanterieoffizier und war nach dem Besuch der Command and General Staff School (CGSS) in Fort Leavenworth 1927 vom 24. Juli 1928 bis zum 30. Juni 1932 Assistent des Chefs des Stabes des IV. Korps (IV Corps). Während dieser Zeit erfolgte am 2. Februar 1930 seine Beförderung zum Oberstleutnant (Lieutenant-Colonel) und anschließend vom 1. August 1932 bis zum 1. Juli 1933 der Besuch des Army War College in Carlisle.
Daraufhin war Abraham vom 2. Juli 1933 bis zum 24. Juni 1934 Kommandeur (Commanding Officer) des Heeresstützpunktes Fort Screven in Georgia sowie vom 21. Oktober bis zum 16. November 1933 zugleich Kommandeur des 8. Infanterieregiments (8th Infantry Regiment). Im Anschluss war er vom 12. August 1934 bis zum 20. August 1936 Assistent des Chefs des Stabes der Truppen auf Puerto Rico (Puerto Rico Department) und wurde als solcher am 19. August 1935 zum Oberst (Colonel) befördert. Danach war er vom 3. Oktober 1936 bis zum 1. Mai 1939 Kommandeur des Stützpunkts Fort Crook in Nebraska sowie zugleich Kommandeur des 17. Infanterieregiments (17th Infantry Regiment). Darüber hinaus fungierte er vom 21. Januar bis zum 16. Februar 1939 vorübergehend als Kommandeur der 14. Infanteriebrigade (14th Infantry Brigade). Vom 30. April bis zum 10. Juni 1939 war er Chef des Stabes der 1. Infanteriedivision (1st Infantry Division) und danach bis zum 1. Oktober 1940 Generalinspekteur der Truppen auf Puerto Rico.
Nach seiner Beförderung zum Brigadegeneral (Brigadier-General) am 2. Oktober 1940 wurde er stellvertretender Kommandeur der 5th Infantry Division und übte diese Funktion bis zum 6. Mai 1942 aus. Danach wurde er in den Rang eines Obersts zurückversetzt und war von Mai 1942 bis Juni 1943 Offizier in der Nachrichtendienst-Abteilung für militärische Operationen in Europa. Nachdem er am 31. Juli 1943 in die Reserve versetzt worden war, trat er am 21. Oktober 1948 als Brigadegeneral in den Ruhestand.
Aus seiner Ehe mit Maude Willis ging die Tochter Pauline Abraham hervor, die mit William Frederick Cass verheiratet war, einem Kapitän zur See der US Coast Guard. Clyde Rush Abraham wurde auf dem Nationalfriedhof Arlington bestattet.